# Euptychia gisella
Euptychia gisella är en fjärilsart som beskrevs av Hayward 1957. Euptychia gisella ingår i släktet Euptychia och familjen praktfjärilar. Inga underarter finns listade i Catalogue of Life.